# الصفاء (رحاب)

تعديل مصدري - تعديل

الصفاء  هي إحدى حارات مدينة رحاب بمحافظة إب، بلغ تعداد سكانها 232 نسمة حسب تعداد اليمن لعام 2004.